# A Liverpool FC sikerei
Jelenleg  a Liverpool FC a legsikeresebb angol csapat, nem csak hazai szinten. Leginkább nemzetközi szinten húz el az olyan csapatoktól, mint a Manchester United, vagy az Arsenal, hiszen az előbbi csapat például „csak” háromszor, míg utóbbi még egyszer sem nyert Bajnokok Ligája trófeát. Azonban visszaemlékezni is nehéz, mikor is nyert utoljára bajnoki címet.

## Bajnokság – első osztály
19-szeres angol bajnok:
1901, 1906, 1922, 1923, 1947, 1964, 1966, 1973, 1976, 1977, 1979, 1980, 1982, 1983, 1984, 1986, 1988, 1990, 2020
 További 12 alkalommal angol bajnoki ezüstérmes:
1899, 1910, 1969, 1974, 1975, 1978, 1985, 1987, 1989, 1991, 2002, 2009

## Bajnokság – másodosztály
4-szeres angol másodosztályú bajnok:
1894, 1896, 1905, 1962

## Angol kupa
7-szeres FA-kupa-győztes:
1965, 1974, 1986, 1989, 1992, 2001, 2006
A döntők bővebben:
- 1965: 2–1 a Leeds United ellen,
- 1974: 3–0 a Newcastle United ellen,
- 1986: 3–1 az Everton ellen,
- 1989: 3–2 (h.u.) az Everton ellen,
- 1992: 2–0 a Sunderland ellen,
- 2001: 2–1 az Arsenal ellen,
- 2006: 3–3 (3–1 ti.) a West Ham United ellen.

 További 7 alkalommal FA-kupa ezüstérmes:
1914, 1950, 1971, 1977, 1988, 1996, 2012
A döntők bővebben:
- 1914: 0–1 a Burnley ellen,
- 1950: 0–2 az Arsenal ellen,
- 1971: 1–2 (h.u.) az Arsenal ellen,
- 1977: 1–2 a Manchester United ellen,
- 1988: 0–1 a Wimbledon ellen,
- 1996: 0–1 az Manchester United ellen,
- 2012: 1–2 a Chelsea ellen.

## Angol ligakupa
8-szoros Ligakupa (League Cup/Carling Cup)-győztes:
1981, 1982, 1983, 1984, 1995, 2001, 2003, 2012
A döntők bővebben:
- 1981: 2–1 (újrajátszás az 1–1 után) a West Ham United ellen,
- 1982: 3–1 (h.u.) a Tottenham Hotspur ellen,
- 1983: 2–1 (h.u.) a Manchester United ellen,
- 1984: 1–0 (újrajátszás a 0–0 után) az Everton ellen,
- 1995: 2–1 a Bolton Wanderers ellen,
- 2001: 1–1 (5–4 ti.) a Birmingham City ellen,
- 2003: 2–0 a Manchester United ellen,
- 2012: 2–2 (3–2 ti.) a Cardiff City ellen.

 További 3 alkalommal Ligakupa (League Cup/Carling Cup) ezüstérmes:
1978, 1987, 2005
A döntők bővebben:
- 1978: 0–1 (újrajátszás a 0–0 után) a Nottingam Forest ellen,
- 1987: 1–2 az Arsenal ellen,
- 2005: 2–3 (h.u.) a Chelsea ellen.

## Angol szuperkupa
15-szörös Angol szuperkupa (Charity/Community Shield)-győztes:
1964*, 1965*, 1966, 1974, 1976, 1977*, 1979, 1980, 1982, 1986*, 1988, 1989, 1990*, 2001, 2006 (* megosztva)
A döntők bővebben:
- 1964: 2–2 (cím megosztva) a West Ham United ellen,
- 1965: 2–2 (cím megosztva) a Manchester United ellen,
- 1966: 1–0 az Everton ellen,
- 1974: 1–1 (6–5 ti.) a Leeds United ellen,
- 1976: 1–0 a Southampton ellen,
- 1977: 0–0 (cím megosztva) a Manchester United ellen,
- 1979: 3–1 az Arsenal ellen,
- 1980: 1–0 a West Ham United ellen,
- 1982: 1–0 a Tottenham Hotspur ellen,
- 1986: 1–1 (cím megosztva) az Everton ellen,
- 1988: 2–1 a Wimbledon ellen,
- 1989: 1–0 az Arsenal ellen,
- 1990: 1–1 (cím megosztva) a Manchester United ellen,
- 2001: 2–1 a Manchester United ellen,
- 2006: 2–1 a Chelsea ellen.

 További 6 alkalommal Angol szuperkupa (Charity/Community Shield) ezüstérmes:
1922, 1971, 1983, 1984, 1992, 2002
A döntők bővebben:
- 1922: 0–1 a Huddersfield Town ellen,
- 1971: 0–1 a Leicester City ellen,
- 1983: 0–2 a Manchester United ellen,
- 1984: 0–1 az Everton ellen,
- 1992: 3–4 az Leeds United ellen,
- 2002: 0–1 az Arsenal ellen.

## Bajnokok ligája
6-szoros BEK/Bajnokok ligája-győztes:
1977, 1978, 1981, 1984, 2005, 2019
A döntők bővebben:
- 1977: 3–1 a Borussia Mönchengladbach ellen Rómában,
- 1978: 1–0 a Club Brugge ellen Londonban,
- 1981: 1–0 a Real Madrid ellen Párizsban,
- 1984: 1–1 (4–2 ti.) az AS Roma ellen Rómában,
- 2005: 3–3 (3–2 ti.) az AC Milan ellen Isztambulban.
- 2019: 2:0 a Tottenham Hotspur ellen Madridban

 További 4 alkalommal BEK/Bajnokok ligája ezüstérmes:
1985, 2007, 2018, 2022
A döntők bővebben:
- 1985: 0–1 a Juventus ellen, Brüsszelben, (lásd: Heysel-tragédia)
- 2007: 1–2 az AC Milan ellen, Athénban.

## UEFA-kupa
3-szoros UEFA-kupa-győztes:
1973, 1976, 2001
A döntők bővebben:
- 1973: 3–2 a Borussia Mönchengladbach ellen,
- 1976: 4–3 a Club Brugge ellen,
- 2001: 5–4 (h.u.) az Alavés ellen.

## Kupagyőztesek Európa-kupája
1 alkalommal KEK ezüstérmes:
1966
A döntő bővebben:
- 1966-os kupagyőztesek Európa-kupája-döntő: 1–2 (h.u.) a Borussia Dortmund ellen.

## UEFA-szuperkupa
3-szoros UEFA-szuperkupa-győztes:
1977, 2001, 2005
A döntők bővebben:
- 1977: 7–1 a Hamburg ellen,
- 2001: 3–2 a Bayern München ellen,
- 2005: 3–1 (h.u.) a CSZKA Moszkva ellen.

 További 2 alkalommal UEFA-szuperkupa ezüstérmes:
1978, 1984
A döntők bővebben:
- 1978: 3–4 a Anderlecht ellen,
- 1984: 0–2 a Juventus ellen.

## FIFA-klubvilágbajnokság
4 alkalommal Interkontinentális kupa/FIFA-klubvilágbajnokság-döntős:
1978, 1981, 1984, 2005
A döntők bővebben:
- 1978: a Liverpool FC visszalépett (az ellenfél a Boca Juniors lett volna),
- 1981: 0–3 a Flamengo ellen,
- 1984: 0–1 az Independiente ellen,
- 2005: 0–1 a São Paulo ellen.

## Egyéb
Szuperkupa (Screen Sport Super Cup)-győztes:
1986
A döntő bővebben:
- 1986: 7–2 az Everton ellen.

 1-szeres Lancashire liga-bajnok:
1893
 3-szoros Carlsberg-trófea (Carlsberg Trophy)-győztes: 1998, 1999, 2000

## Utánpótlás
3-szoros Ifjúsági-kupa (FA Youth Cup)-győztes:
1996, 2006, 2007
 17-szeres Tartalék-bajnok (Division 1):
1957, 1969, 1970, 1971, 1973, 1974, 1975, 1976, 1977, 1979, 1981, 1982, 1984, 1985, 1990, 2000, 2008
 1-szeres Dallas-kupa-győztes:
2008